# Daniel Kajzer
Daniel Kajzer (Tarnowskie Góry, 23 febbraio 1992) è un calciatore polacco, portiere del Warta Poznań.

## Carriera
Ha giocato nella massima serie bulgara con il Botev Plovdiv, per un totale di 53 presenze in questa categoria.

## Palmarès

### Club

#### Competizioni nazionali
- Supercoppa di Bulgaria: 1

Botev Plovdiv: 2017
- Coppa di Bulgaria: 1

Botev Plovdiv: 2023-2024